# Craterocephalus marianae
Craterocephalus marianae är en fiskart som beskrevs av Ivantsoff, Crowley och Allen, 1987. Craterocephalus marianae ingår i släktet Craterocephalus och familjen silversidefiskar. IUCN kategoriserar arten globalt som otillräckligt studerad. Inga underarter finns listade i Catalogue of Life.